# Seishitsu
Seishitsu (正室) est un terme japonais de l'époque d'Edo pour désigner l'épouse officielle des personnages de haut rang. Le tennō, les kugyō (officiels de cour), les shogun et les daimyo ont souvent plusieurs femmes pour s'assurer une descendance. Les seishitsu disposent d'un statut supérieur à celui des autres femmes, appelées sokushitsu (側室, concubines).
L'institution remonte au système ritsuryō des époques de Nara et Heian. À l'époque, l'épouse principale est appelée chakusai (嫡妻). Le dernier empereur à avoir des concubines officielles est l'empereur Meiji (1852-1912).
Les querelles de succession entre les fils de l'épouse officielle et les concubines sont une source constante de conflits internes, souvent armés, au sein des maisons (o-ie sōdō).

## Source de la traduction
- (en) Cet article est partiellement ou en totalité issu de l’article de Wikipédia en anglais intitulé « Seishitsu » (voir la liste des auteurs).